# 信興広場
座標: 北緯22度32分43秒 東経114度06分21秒 / 北緯22.54528度 東経114.10583度
信興広場（しんこうひろば、簡体字: 信兴广场、Shun Hing Square）は、中華人民共和国広東省深圳市羅湖区にある超高層ビルである。2017年現在、世界第32位。中国では1997年に広州にCITICプラザなどが完成するまで最も高い超高層ビルであった。

## 概要
建設場所の土地が高騰したことから別名地王大廈（簡体字: 地王大厦）。2004年頃までは羅湖地区を最上階から灯台のように照らし出していた。京基100ができるまで深圳No1のビルだったが、地王大厦に比べると京基100の形は特徴に乏しく、ランドマークとしては今もって特徴のある形をしている地王大厦の方が有用である。